# Günter Kahnt

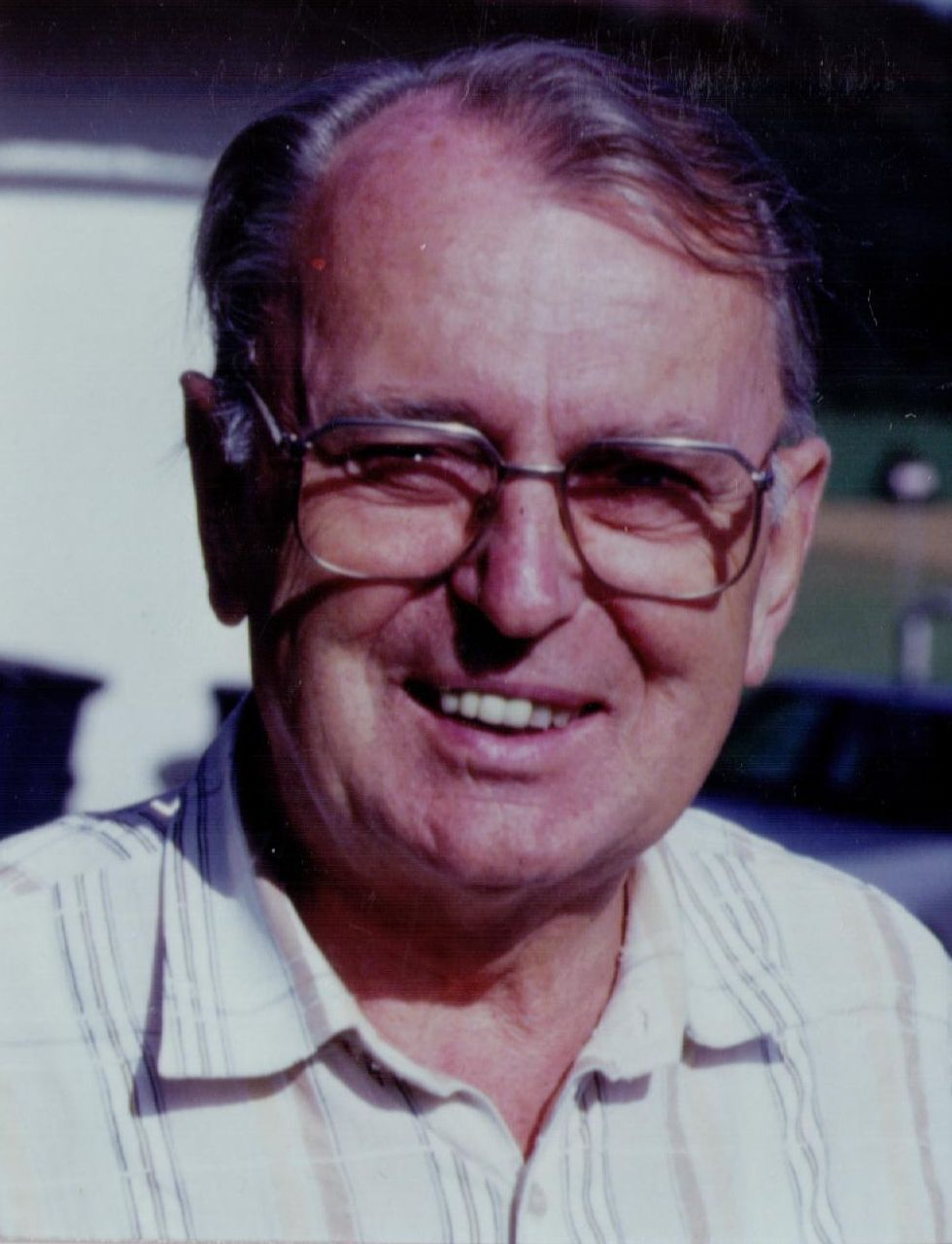
Günter Kahnt

Günter Kahnt (* 13. Februar 1929 in Schnaudertrebnitz, Amtshauptmannschaft Borna, Sachsen; † 10. April 2025) war ein deutscher Agrarwissenschaftler für Allgemeinen Pflanzenbau und Ökologischen Landbau. Er lehrte von 1975 bis 1998 als Professor für Allgemeinen Pflanzenbau an der Universität Hohenheim.

## Lebensweg
Günter Kahnt, Sohn von Elly Kahnt, geb. Schulze, und des Landwirts Alfred Kahnt, war verheiratet mit Renate, geb. Rabbow, Tochter von Lydia und Walther Rabbow. Das Paar hatte drei Kinder.
Kahnt absolvierte von 1945 bis 1948 eine landwirtschaftliche Lehre und war von 1950 bis 1952 bei der Deutschen Saatgut-Handelszentrale in Dresden als Anbauberater und Saatenanerkenner und von 1953 bis 1956 als Versuchstechniker am Institut für Grünland der Universität Leipzig und am Institut für Saatgutuntersuchung der Deutschen Akademie der Landwirtschaftswissenschaften (DAL) in Dresden-Pillnitz tätig. Ab 1953 nahm er am Fernstudium für Landwirtschaft der Fachschule Weimar teil.
Als staatlich geprüfter Landwirt begann er 1956 ein Studium der Landwirtschaft an der Universität Halle (Saale). 1958 setzte er dieses Studium an der Universität Göttingen fort. 1959 bestand er die Prüfung zum Diplomlandwirt. Anschließend arbeitete er als Doktorand am Institut für Pflanzenbau und Pflanzenzüchtung der Universität Göttingen und promovierte dort unter der Ägide von Arnold Scheibe 1963 mit der Dissertation Veränderungen des Glucosids der o-Oxyzimtsäure in den Blättern des Weißen Steinklees während der Ontogenese der Pflanze. Diese biochemisch orientierte Forschungsrichtung (trans-cis-Umlagerung als Voraussetzung einer Cumarinbildung) setzte im Rahmen einer Habilitation ab 1964 an der Universität Hohenheim bei Georg Gliemeroth fort. 1969 habilitierte er sich mit der Schrift Wachstumsbeeinflussende Wirkung stereoisomerer Zimtsäurederivate bei Keimpflanzen von Senf und drei Getreidearten.
Danach war Kahnt als Privatdozent am Hohenheimer Institut für Pflanzenbau tätig, wo er bereits 1968 mit Feldversuchen zur Minimalbodenbearbeitung begonnen hatte. Von 1971 bis 1973 war er gleichzeitig Dekan des Fachbereichs Agrarbiologie. 1972 wurde er zum außerplanmäßigen Professor ernannt. 1975 folgte er einem Ruf als ordentlicher Professor für Allgemeinen Pflanzenbau an die Universität Hohenheim. Einen später an ihn ergangenen Ruf an die Forschungsanstalt für Landwirtschaft (FAL) in Braunschweig nahm er nicht an. Kahnt wirkte in Hohenheim bis zum Jahre 1998. Am 10. April 2025 starb er im Alter von 96 Jahren.

## Forschungsleistungen
Über drei Jahrzehnte erforschte Kahnt in Hohenheim, an anderen Orten in Baden-Württemberg, aber auch in ferneren Regionen der Welt, u. a. in der Türkei, in Ägypten, im Sudan und in China grundlegende Probleme des Acker- und Pflanzenbaus. Fragen der Bodenbearbeitung, der Gründüngung sowie der Unkrautbekämpfung und der Stickstoff-Assimilation im Ökologischen Landbau standen dabei im Mittelpunkt seiner Untersuchungen. Den letztgenannten Problemfeldern widmete er seine besondere Aufmerksamkeit, insbesondere mit der Anpachtung eines biologisch-dynamischen Versuchsbetriebes durch die Universität Hohenheim auf der Schwäbischen Alb (Ensmad) in den Jahren 1973 bis 1995, und mit der Leitung eines ökologisch bewirtschafteten Versuchsbetriebes, der Stoll VITA Stiftung in Waldshut-Tiengen (Flachshof) von 1997 bis 2005.
Auf dem Gebiet der landwirtschaftlichen Bodenbearbeitung galt Kahnt alsbald als international anerkannter Experte. Von 1976 bis 1979 war er Präsident der ISTRO (International Soil Tillage Research Organisation). Nach 1990 widmete er sich vor allem der zielkonformen Stoppelbearbeitung als Mittel einer umfassenden Unkrautbekämpfung. In weiteren Forschungsvorhaben untersuchte Kahnt Fragen der Erosionsminderung im Kraichgau und prüfte auf Standorten in ganz Baden-Württemberg die genetisch bedingten Ertragspotentiale bei nachwachsenden Rohstoff-Pflanzen (Lignozellulose, Öle, Kohlenhydrate: u. a. bei Miscanthus, Saflor, Öllein, Topinambur).
Die Ergebnisse seiner Forschungsarbeiten fanden in über 250 Publikationen, 140 Diplomarbeiten und 54 Dissertationen ihren Niederschlag. Zu Kahnts wissenschaftlichen Hauptwerken gehören die Bücher Ackerbau ohne Pflug (1976), Gründüngung (1980), Biologischer Pflanzenbau (1986) und Minimal-Bodenbearbeitung (1995). Von seinen zahlreichen praxisorientierten Veröffentlichungen ist hervorzuheben der 1997 in der Zeitschrift Landwirtschaft und Leben publizierte Beitrag Die Erhaltung und Förderung der Bodenfruchtbarkeit im Ökologischen Landbau – 50 ackerbauliche Empfehlungen, die jeder Bauer kennen sollte.
Kahnt war ab 1978 Senatsbeauftragter für die Partnerschaft der Universität Hohenheim mit der Çukurova-Universität Adana (Türkei) und ab 1984 mit verschiedenen Forschungsvorhaben und Vorlesungsblöcken an den Partnerschaften der Universität Hohenheim mit der Landwirtschaftlichen Universität Peking und der Universität Évora (Portugal) beteiligt.

## Ehrungen und Auszeichnungen
- 1986: Ehrenprofessor der Landwirtschaftlichen Akademie Xinjiang, Urumqui, China
- 1990: Ehrenurkunde und goldene Medaille am Band der Landwirtschaftlichen Universität Peking
- 1994: Honorary Award of International Cooperation der Landwirtschaftlichen Universität Peking
- 1995: Ehrendoktor (Dr. h. c.) der Agraruniversität Timișoara, Rumänien.
- 1995: Staatsmedaille in Gold des Ministeriums für Ernährung und Ländlichen Raum Baden-Württembergs

## Hauptwerke (Bücher und Schriften)
- Veränderungen des Glucosids der o-Oxyzimtsäure in den Blättern des Weißen Steinklees (Melilotus albus) während der Ontogenese der Pflanze. Diss. agr. Göttingen 1963. Zugleich in: Angewandte Botanik Bd. 37, 1963, S. 131–161.
- Wachstumsbeeinflussende Wirkung stereoisomerer Zimtsäurederivate bei Keimpflanzen von Senf und drei Getreidearten. Habil.-Schr. Universität Hohenheim 1970. Zugleich in: Arbeiten der Universität Hohenheim Bd. 52, 1970, Verlag Eugen Ulmer, Stuttgart.
- Ackerbau ohne Pflug. Voraussetzungen, Verfahren und Grenzen der Direktsaat im Körnerfruchtanbau. Verlag Eugen Ulmer Stuttgart 1976 = Ulmer Fachbuch: Acker- und Pflanzenbau (auch in russischer und spanischer Sprache).
- Gründüngung. DLG-Verlag Frankfurt am Main 1980; 2. verbesserte Aufl. 1983 (auch in russischer und ungarischer Sprache).
- Claude Aubert: Organischer Landbau. Bearbeitet von Günter Kahnt. Aus dem Franz. von Ingeborg Ulmer. Verlag Eugen Ulmer, Stuttgart 1981.
- Biologischer Pflanzenbau. Möglichkeiten und Grenzen biologischer Anbausysteme. Verlag Eugen Ulmer Stuttgart 1986 (auch in russischer Sprache).
- 20 Jahre Ensmad: biologisch-dynamischer Versuchsbetrieb. Herausgegeben und redaktionell bearbeitet von Günter Kahnt. Universität Stuttgart-Hohenheim 1993.
- Minimal-Bodenbearbeitung (unter Mitarbeit von Dr. Gabriele Gronbach). Verlag Eugen Ulmer 1995.
- Leguminosen im konventionellen und ökologischen Landbau. DLG-Verlag Frankfurt am Main 2008.

## Weitere beachtenswerte Publikationen
- Probleme des biologischen Landbaus, dargestellt am Beispiel des biologisch-dynamischen Versuchsbetriebes der Universität Hohenheim in Ensmad, Schwäbische Alb, 1974–1987. In: Berichte der Gesellschaft für Pflanzenbauwissenschaften Bd. 1, 1988, S. 1–36.
- Die Erhaltung und Förderung der Bodenfruchtbarkeit im Ökologischen Landbau – 50 ackerbauliche Empfehlungen, die jeder Bauer kennen sollte. In: Landwirtschaft und Leben. Zeitschrift für ökologisch orientierte Bauern, Gärtner und Konsumenten. Herausgegeben vom Studienzentrum für Agrarökologie am Forschungsinstitut für Alpenländische Land- und Forstwirtschaft der Universität Innsbruck, Doppel-Heft Nr. 3/4, 1997 (48 Seiten).
- Was von den Äckern kam – die Entwicklung der Landwirtschaft. In: Für die Bauern in Baden-Württemberg. 50 Jahre Landesbauernverband. Stuttgart 1997, S. 94–100.
- Ökologischer Landbau – Perspektiven einer Pflanzenproduktion ohne N-Mineraldünger und chemisch-synthetische Pestizide. In: Stoll VITA Stiftung. Gemeinnützige Stiftung zur Förderung der wissenschaftlichen Forschung der öffentlichen Gesundheitspflege und der Bildung. Festschrift zum 15 jährigen Stiftungsjubiläum 1985–2000. Waldshut-Tiengen 2000, S. 56–69.
- Der Flachshof – ein Projekt der Stoll VITA Stiftung. In: Stoll VITA Stiftung. Gemeinnützige Stiftung zur Förderung der wissenschaftlichen Forschung der öffentlichen Gesundheitspflege und der Bildung. Festschrift zum 15 jährigen Stiftungsjubiläum 1985–2000. Waldshut-Tiengen 2000, S. 82–117.
- Ängste – Impressionen – Erinnerungen – Lob und Dank. In: Recalling the History: CAU-UH Scientific Cooperation (1979–2004) – 25 Jahre Partnerschaft Universität Hohenheim – Landwirtschaftliche Universität Peking. China Agricultural University Press o. O. (2005), S. 160–167 (deutsch) und S. 168–172 (chinesisch).